# Sarcocalirrhoe trivittata
Sarcocalirrhoe trivittata là một loài ruồi trong họ Tachinidae.